# آب‌انبار فخار
آب‌انبار فخار در یزد، خیابان شهید بنافتی زاده واقع شده و این اثر در تاریخ ۱۵ آذر ۱۳۷۸ با شمارهٔ ثبت ۲۵۲۵ به‌عنوان یکی از آثار ملی ایران به ثبت رسیده است.